# Huta Drewniana-Kolonia
Huta Drewniana-Kolonia – część wsi Huta Drewniana w Polsce, położona w województwie łódzkim, w powiecie radomszczańskim, w gminie Kobiele Wielkie.
W latach 1975–1998 Huta Drewniana-Kolonia administracyjnie należała do województwa piotrkowskiego.